# Lightbulb Sun
A Lightbulb Sun a Porcupine Tree 2000-ben kiadott lemeze.

## Dalok
1. Lightbulb Sun (5:33)
2. How Is Your Life Today? (2:48)
3. Four Chords That Made a Million (3:38)
4. Shesmovedon (5:15)
5. Last Chance to Evacuate Planet Earth Before It Is Recycled (4:50)
6. Rest Will Flow (3:36)
7. Hate Song (8:28)
8. Where We Would Be (4:14)
9. Russia on Ice (13:05)
10. Feel So Low (5:16)